# George Ponsonby (1773-1863)
George Ponsonby (1773 - 5 juin 1863), titré L'Honorable à partir de 1806, est un homme politique irlandais ayant exercé les fonctions de Lord du Trésor dans les gouvernements de Charles Grey (2e comte Grey) et de Lord Melbourne de 1832 à 1834 .

## Biographie
Il est le quatrième fils de William Ponsonby (1er baron Ponsonby) et de Louisa, fille de Richard Molesworth (3e vicomte Molesworth) . Il représente Lismore à la Chambre des communes irlandaise entre 1796 et 1798. Il est ensuite élu député lors d'une élection partielle du comté de Kilkenny en 1806 à la suite de son père, qui est élevé à la pairie en tant que 1er baron Ponsonby d'Imokilly. Mais des élections générales ont rapidement suivi et il est remplacé à ce siège par son cousin, Frederick Cavendish Ponsonby.
Il est ensuite député pour le comté de Cork de 1806 à 1812; pour Youghal dans le comté de Cork de 1826 à 1832.
Il vit à Woodbeding dans le Sussex. Il s'est marié deux fois, ayant deux fils (qui sont morts avant lui) et une fille.